# Cassie Scerbo
Cassandra "Cassie" Lynn Scerbo (nascida em 30 de março de 1990) é uma atriz americana, cantora e dançarina. Ela é mais conhecida por seus papéis como Brooke em Bring It On: In It to Win It (2007), como Lauren Tanner em Make It or Break It (2009-2012) e em Nova Sharknado (2013).

## Discografia

### Álbuns
- 2006: Dance Revolution

### Singles
- 2008: "Betcha Don't Know"
- 2008: "Sugar and Spice"
- 2008: "Top of the World"
- 2008: "Burning Up" (companheira de Joe Jonas)

## Filmografia
| Ano    | Filme                              | Personagem           | Notas                     |
| Filmes | Filmes                             | Filmes               | Filmes                    |
| ------ | ---------------------------------- | -------------------- | ------------------------- |
| 2005   | Hitters Anonymous                  | Young Leah           |                           |
| 2006   | House Broken                       | Cassie               | TV Filme                  |
| 2007   | Natural Born Komics                | Montana              | Video                     |
| 2007   | As Apimentadas: Entrar Para Ganhar | Brooke               | ABC Family Original Movie |
| 2017   | Arwin!                             | Cassie               | TV Filme                  |
| 2008   | Treinadora Por Acaso               | Tiffany              |                           |
| 2008   | Mother Goose Parade                |                      | TV Filme                  |
| 2010   | Bleachers                          | Sara McLine          |                           |
| 2011   | A Holiday Heist                    | Kate                 |                           |
| 2011   | Not Another Not Another Movie      | Ursula               |                           |
| 2011   | Bench Seat                         | Girl                 | Short Film                |
| 2011   | Teen Spirit                        | Amber Pollock        | ABC Family Original Movie |
| 2012   | Music High                         | Candi Piper          |                           |
| 2013   | Isolated                           | Ambassador for Peace |                           |
| 2013   | Not Today                          | Audrey Stout         |                           |
| 2013   | Sharknado                          | Nova Clarke          | Syfy Original Movie       |
| 2013   | Bering Sea Beast                   | Donna Hunter         | Syfy Original Movie       |
| 2014   | Take a Chance                      | Cynthia              | Pós-produção              |
| 2014   | Agoraphobia                        | Faye                 |                           |
| 2015   | My Life as a Dead Girl             | Brittany             | TV Filme                  |
| 2015   | Sharknado 3: Oh Hell No!           | Nova Clarke          | TV Filme                  |

| Ano       | Série                        | Personagem          | Notas                                   |
| --------- | ---------------------------- | ------------------- | --------------------------------------- |
| 2006-2007 | Dance Revolution             | Slumber Party Girl  | Elenco Principal                        |
| 2010      | CSI:Miami                    | Hilary Swanson      | Episodio: Spring Breakdown              |
| 2010      | Titã Simbiônico              | Kimmy/Tiffany (voz) | Episodio:Showdown at Sherman High       |
| 2009-2012 | Make It Or Break It          | Lauren Tanner       | Elenco Principal                        |
| 2012      | No Calor de Cleveland        | Lindsay             | Episodio: Method Man                    |
| 2012-2015 | Randy Cunningham:Ninja Total | Heidi Weineman      | Personagem Secundario, 25 episodios     |
| 2014      | Baby Daddy                   | Heather             | Episodio: The Bet , Romancing the Phone |
| 2014      | Bad Judge                    | Brianna Browley     | Episodio: Meteor Shower                 |